# Héctor Fáver
Héctor Faver  (Buenos Aires, 22 de setembre de 1960) és un director, guionista, productor i professor cinematogràfic. Membre del'Acadèmia de les Arts i les Ciències Cinematogràfiques d'Espanya, de l'Acadèmia del Cinema Català i de l'Acadèmia de Cinema Europeu.

## Obra
Director i professor durant 28 anys, entre 1984 i 2012, del Centre d'Estudis Cinematogràfics de Catalunya. En aquest període va produir dins del pla pedagògic a través de la seva pròpia productora, 11 llargmetratges realitzats per alumnes i professors del centre amb la participació dels alumnes i més de 270 curtmetratges en format cinematogràfic realitzats íntegrament pels alumnes del centre.

## Festivals i premis
Ha participat el conjunt de la producció en més de 100 Festivals Internacionals com Canes, Berlín, Venècia, Sant Sebastià, Karlovy Vary, London Film Festival, entre d'altres. Obtenint premis com un Goya al millor curtmetratge Documental i premis com a Festival de Berlín, Festival de Sant Sebastià, Documentary Film Festival Ambsterdam, St. Petersburg International Film Festival, Festival de Cinema de Catalunya-Sitges, Figueira da Foz,, Festival de Cinema Fantático de Porto, premi Sant Jordi, Festival de Màlaga, Alcalá de Henares. El 2017 va dirigir el documental Lesa humanitat en el que denuncia la impunitat del franquisme i dona veu a les víctimes.

## Filmografia
| Any  | Pel·lícula              | Festivals |
| 2017 | Lesa humanitat          | Nominada al Gaudí a la millor pel·lícula documental |
| 2000 | Invocación (documental) | 57a Mostra Internacional de Cinema de Venècia, Festival de Cinema d'Alcalá de Henares, Festival Internacional de Cinema de Sant Sebastià, 44 TH London Film Festival, International Documentary Film Festival. Ámsterdam.                                             |
| 1992 | La memòria de l'aigua   | Festival de Canes (Secció Oficial), International Documentary Film Festival Amsterdam (Joris Ivens Award), Festival du Film Juif et Israelien de Montpellier (menció especial del jurat), Boston Film Festival, Chicago International Film Festival                   |
| 1989 | El acto                 | Nice International Film Festival (Rencontres du Cinéma Européen) (Premi Especial del Jurat a la millor Realització), Chicago International Film Festival, The Houston International Film Festival. Worldfest, Festival Internacional de Cinema de Cartagena de Indias |